# Puente de la Z-40 sobre el Ebro
El puente de la Z-40 sobre el Ebro es un puente en la ciudad española de Zaragoza por la que la autovía de circunvalación Z-40 salva el río Ebro a la altura del distrito de Las Fuentes, entre el núcleo del distrito y el barrio rural de La Cartuja.
Permite cruzar el Ebro al tráfico de una ribera a otra (en la margen izquierda se halla la A-2 con la ruta Madrid-Barcelona y la A-23 con destino a Huesca, mientras que en la derecha se encuentra la N-232 - futura A-68 con el tráfico hacia Castellón y Tarragona) de forma urbana. Poco después de su inauguración, la ARA-A1 permitió hacerlo sin llegar a la ciudad. Localmente, conecta el este de la Margen Izquierda de la ciudad y los barrios rurales de Santa Isabel, Movera y Montañana con el sur de la ciudad (Valdespartera, Casablanca, Torrero-La Paz).
Es uno de los últimos puentes en ser inaugurados en la ciudad, casi con la Exposición Internacional Zaragoza 2008, siendo inaugurado en junio de 2008. Las obras, de una UTE entre Mariano López Navarro y OHL, habían comenado en 2005. Tiene una longitud de 396 metros que se sostienen gracias a cuatro pilares pilotados que resultan en cinco vanos que acumulan 26 metros de ancho.